# Norma dispositiva
Norma dispositiva, também chamada de Facultativa, é aquela que se limita a declarar direitos, autorizar condutas, ou atuar em caso duvidoso, ou omisso.